# Olympische Sommerspiele 2024/Teilnehmer (Myanmar)
| Gelbes Symbol für Goldmedaillen mit stilisierten Olympischen Ringen | Graues Symbol für Silbermedaillen mit stilisierten Olympischen Ringen | Braundes Symbol für Bronzemedaillen mit stilisierten Olympischen Ringen |
| ------------------------------------------------------------------- | --------------------------------------------------------------------- | ----------------------------------------------------------------------- |
| —                                                                   | —                                                                     | —                                                                       |

Myanmar nahm an den Olympischen Spielen 2024 vom 26. Juli bis zum 11. August 2024 in Paris teil. Es war die insgesamt 19. Teilnahme an Olympischen Sommerspielen.

## Teilnehmer nach Sportarten

### Badminton
Über die Race-to-Paris-Rangliste konnte sich Thet Htar Thuzar für den Einzelwettbewerb der Frauen qualifizieren.
| Athleten         | Wettbewerb | Gruppenphase | Gruppenphase | Gruppenphase | Gruppenphase | Achtelfinale  | Achtelfinale  | Viertelfinale | Viertelfinale | Halbfinale    | Halbfinale    | Finale / Platz 3 | Finale / Platz 3 | Rang |
| Athleten         | Wettbewerb | Gegner       | Ergebnis     | Punkte       | Rang         | Gegner        | Ergebnis      | Gegner        | Ergebnis      | Gegner        | Ergebnis      | Gegner           | Ergebnis         | Rang |
| ---------------- | ---------- | ------------ | ------------ | ------------ | ------------ | ------------- | ------------- | ------------- | ------------- | ------------- | ------------- | ---------------- | ---------------- | ---- |
| Frauen           |            |              |              |              |              |               |               |               |               |               |               |                  |                  |      |
| Thet Htar Thuzar | Einzel     | A. Yamaguchi | 12:21, 10:21 | 0            | 3            | ausgeschieden | ausgeschieden | ausgeschieden | ausgeschieden | ausgeschieden | ausgeschieden | ausgeschieden    | ausgeschieden    | 27   |
| Thet Htar Thuzar | Einzel     | M. Li        | 16:21, 23:25 | 0            | 3            | ausgeschieden | ausgeschieden | ausgeschieden | ausgeschieden | ausgeschieden | ausgeschieden | ausgeschieden    | ausgeschieden    | 27   |

### Schwimmen
| Athleten       | Wettbewerb     | Vorlauf | Vorlauf | Halbfinale    | Halbfinale    | Finale        | Finale        | Rang |
| Athleten       | Wettbewerb     | Zeit    | Rang    | Zeit          | Rang          | Zeit          | Rang          | Rang |
| -------------- | -------------- | ------- | ------- | ------------- | ------------- | ------------- | ------------- | ---- |
| Männer         |                |         |         |               |               |               |               |      |
| Han Phone Pyae | 100 m Freistil | 55,56 s | 73      | ausgeschieden | ausgeschieden | ausgeschieden | ausgeschieden | 73   |